# Grande Valse Brillante (Chopin)

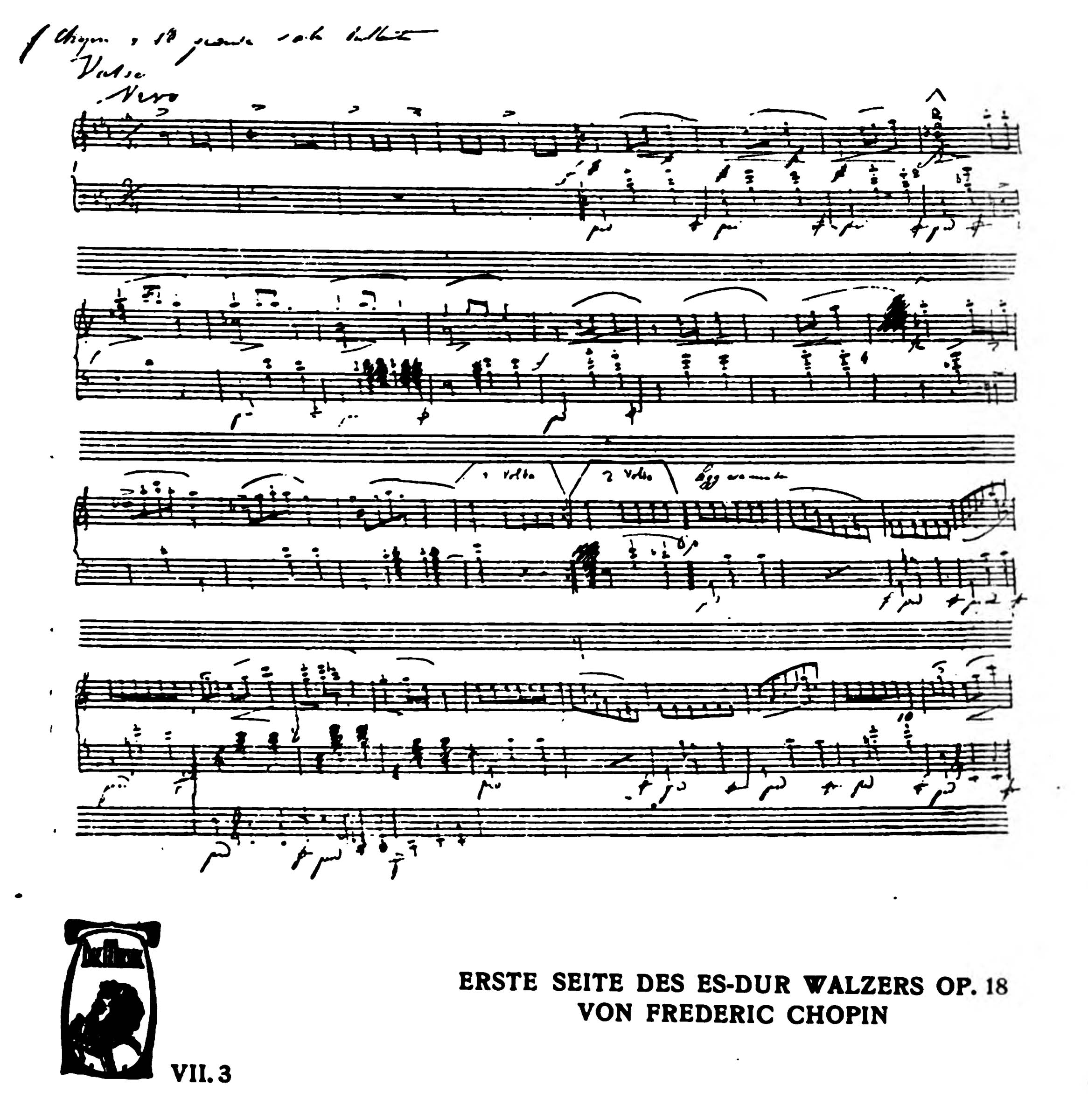
Primera página del manuscrito del Grande Valse Brillante, op. 18.

El Grande Valse Brillante en mi bemol mayor, op. 18, fue compuesto por Frédéric Chopin en 1833 y publicado el 1834. Este fue el primer vals para piano solo que compuso, aunque antes de 1834 había escrito al menos dieciséis valses que fueron destruidos o, algunos, publicados póstumamente. Chopin también le dio el título (en francés) de Grande Valse Brillante a los siguientes tres valses op. 34, publicados en 1838.
En 1909, el compositor ruso Ígor Stravinski, hizo un arreglo orquestal de este vals para el ballet “Las sílfides”, encargo de Serguéi Diáguilev. Otros compositores orquestaron este vals para el mismo ballet, como Aleksandr Grechanínov, Gordon Jacob, Roy Douglas y Benjamin Britten.